# Лапонска застава
Сами застава је застава Сами народа. Службено је призната 1986. године од стране нордијске сами конференције да се користи у Сами контексту. Астрид Бахл из Норвешке је дизајнирала заставу. Застава је прихваћена у Ореу (швед. Åre), у Шведској, 15. августа 1986. године. Дизајн је победио на расписаном конкурсу. 
Четири боје, црвена, плава, зелена и жута су традиционалне боје Сами народне ношње. Круг треба да симболише месец и сунце, плави део представља месец, док црвени део круга представља сунце.
Боје су: црвена 485ц, зелена 356ц, жута 116ц и плава 286ц.